# Азбестоз
Азбестоз (Asbestosis) — захворювання легенів — різновид пневмоконіозу, яке спричинює азбестовий пил, що потрапляє в організм людини при роботі з азбестом.